# 古島駅
古島駅（ふるじまえき）は、沖縄県那覇市古島にある、沖縄都市モノレール線（ゆいレール）の駅である。駅番号は12。

## 歴史
- 2003年（平成15年）8月10日：那覇空港駅 - 首里駅間開業と同時に開業[1][2]。
- 2014年（平成26年）10月20日：ICカード「OKICA」の利用が可能となる[3][4]。
- 2020年（令和2年）3月10日：ICカード「Suica」の利用が可能となる[5][6][7]。

## 駅構造
相対式ホーム2面2線を有する高架駅である。国道330号の上に建つ。エスカレータ・エレベーターが設置されている。

### のりば
| 番線 | 路線                  | 方向 | 行先           |
| ---- | --------------------- | ---- | -------------- |
| 1    | ■沖縄都市モノレール線 | 下り | てだこ浦西方面 |
| 2    | ■沖縄都市モノレール線 | 上り | 那覇空港方面   |

### 駅設備
- コインロッカー - 改札内に設置。
- 公衆電話 - 改札外に設置。
- 自動販売機（飲料）
- トイレ - 改札内に設置。

## 利用状況
2022年度の1日平均乗車人員は2,318人である。
開業後の1日平均乗降人員および乗車人員の推移は下記の通り。
| 年度               | 1日平均 乗降人員 | 1日平均 乗車人員 | 出典     |
| ------------------ | ---------------- | ---------------- | -------- |
| 2003年（平成15年） | 3,703            | 2,018            | [ * 1 ]  |
| 2004年（平成16年） | 4,050            | 2,203            | [ * 2 ]  |
| 2005年（平成17年） | 4,417            | 2,390            | [ * 3 ]  |
| 2006年（平成18年） | 4,606            | 2,469            | [ * 4 ]  |
| 2007年（平成19年） | 4,678            | 2,499            | [ * 5 ]  |
| 2008年（平成20年） | 4,418            | 2,333            | [ * 6 ]  |
| 2009年（平成21年） | 4,229            | 2,265            | [ * 7 ]  |
| 2010年（平成22年） | 4,214            | 2,233            | [ * 8 ]  |
| 2011年（平成23年） | 4,209            | 2,245            | [ * 9 ]  |
| 2012年（平成24年） | 4,305            | 2,311            | [ * 10 ] |
| 2013年（平成25年） | 4,231            | 2,286            | [ * 11 ] |
| 2014年（平成26年） | 4,199            | 2,251            | [ * 12 ] |
| 2015年（平成27年） | 4,411            | 2,324            | [ * 13 ] |
| 2016年（平成28年） | 4,528            | 2,400            | [ * 14 ] |
| 2017年（平成29年） | 4,819            | 2,535            | [ * 15 ] |
| 2018年（平成30年） |                  | 2,683            | [ * 16 ] |
| 2019年（令和元年） | 5,143            | 2,728            |          |
| 2020年（令和02年） | 3,404            | 1,802            |          |
| 2021年（令和03年） |                  | 1,855            |          |
| 2022年（令和04年） |                  | 2,318            |          |

## 駅周辺
- 駐輪場（無料）
- 那覇市役所新都心銘苅庁舎
- 那覇市IT創造館
- 那覇市立銘苅小学校
- 興南中学校・高等学校
- アクロスプラザ古島駅前（フレッシュプラザ ユニオン・ドラッグイレブン他）
- 大川家具BUSINESS
- タウンプラザかねひで古島店
- Big1古島店
- 浦添内間郵便局
- マリエールオークパイン那覇（結婚式場）
- 出雲大社沖縄分社
- 国道330号
- 沖縄県道82号那覇糸満線（環状2号線）

## バス路線
路線詳細は沖縄本島のバス路線を参照。
古島駅前バス停（国道330号沿い）
- 21番・新都心具志川線　（琉球バス交通）
- 88番・宜野湾線　（琉球バス交通）
- 90番・知花（バイパス）線　（琉球バス交通）
- 98番・琉大（バイパス）線　（琉球バス交通）
- 112番・国体道路線　（琉球バス交通）
- 888番・やんばる急行バス 空港線

古島バス停（駅西口エレベータより中二階へ 県道82号向け）
- 11番・安岡宇栄原線　（那覇バス）★石嶺方面
- 55番・牧港線　（琉球バス交通）●浦添・牧港・沖縄コンベンションセンター方面
- 56番・浦添線　（琉球バス交通）●浦添方面
- 256番・浦添てだこ線　（琉球バス交通）●浦添方面

なお、行き先毎にバス停留所のポール位置に違いがあるので、利用の際には注意を要する（方面ごとの各印は、停車するバス停を示す。ポール位置は以下の通り）。
●印は西口より「中2階」へ、エレベータまたは階段降り口から古島インター向けに歩いてすぐの所
★印は西口より「中2階」へ、古島インターを横断・左折してすぐの所
古島インターバス停（駅東口エレベータより中二階へ 県道82号向け）
- 11番・安岡宇栄原線　（那覇バス）
- 333番・那覇西原（末吉）線　（那覇バス）

## その他
- 駅到着時の車内チャイムは、八重山民謡「月ぬ美しゃ（つくぬかいしゃ）」を編曲したものが流れる[13]。
- 駅のホームからは市立病院前駅を目視することができる。
- 2019年9月30日までは沖縄県最北端の駅であった。同年10月1日の沖縄都市モノレール線首里駅 - てだこ浦西駅間延伸により、同区間内に位置する浦添前田駅が新たに沖縄県最北端の駅となった。

## 隣の駅
沖縄都市モノレール
■沖縄都市モノレール線（ゆいレール）
おもろまち駅 (11) - 古島駅 (12) - 市立病院前駅 (13)

### 記事本文

### 利用状況
1. ↑  沖縄県統計年鑑 - 沖縄県
2. ↑  那覇市統計書 - 那覇市

那覇市統計書
1. ↑  第44回那覇市統計書（平成16年版） (PDF)  - 167ページ
2. ↑  第45回那覇市統計書（平成17年版） (PDF)  - 167ページ
3. ↑  第46回那覇市統計書（平成18年版） (PDF)  - 169ページ
4. ↑  第47回那覇市統計書（平成19年版） (PDF)  - 169ページ
5. ↑  第48回那覇市統計書（平成20年版） (PDF)  - 169ページ
6. ↑  第49回那覇市統計書（平成21年版） (PDF)  - 169ページ
7. ↑  第50回那覇市統計書（平成22年版） (PDF)  - 169ページ
8. ↑  第51回那覇市統計書（平成23年版） (PDF)  - 167ページ
9. ↑  第52回那覇市統計書（平成24年版） (PDF)  - 167ページ
10. ↑  第53回那覇市統計書（平成25年版） (PDF)  - 167ページ
11. ↑  第54回那覇市統計書（平成26年版） (PDF)  - 165ページ
12. ↑  第55回那覇市統計書（平成27年版） (PDF)  - 165ページ
13. ↑  第56回那覇市統計書（平成28年版） (PDF)  - 165ページ
14. ↑  第57回那覇市統計書（平成29年版） (PDF)  - 165ページ
15. ↑  第58回那覇市統計書（平成30年版） (PDF)  - 165ページ
16. ↑  第59回那覇市統計書（令和元年版） (PDF)  - 165ページ